# 822 Лалаґе
822 Лалаґе (822 Lalage) — астероїд головного поясу, відкритий 31 березня 1916 року.
Тіссеранів параметр щодо Юпітера — 3,608.